# 克盧日縣
克盧日縣是羅馬尼亞西北部的一個縣。面積6,674平方公里，2011年时人口为691,106，其中66.3%的人口居住在城镇区域。首府克盧日-納波卡。
下設5市、1镇、75鄉。